# Heinfelde
Heinfelde ist ein Ortsteil der Hansestadt Friesoythe mit 52 Einwohnern. Die Siedlung Heinfelde wurde im Jahr 1957 mit 10 Siedlerstellen angelegt.

## Sonstiges
Im Jahr 2006 wurden in Heinfelde zwei neue Biogasanlagen errichtet. Diese schließen sich zum Energiepark Heinfelde zusammen. Es gibt einen Windpark auf einer Fläche von 52 Hektar, der aus fünf Anlagen besteht und jeweils eine Höhe von 193 Metern aufweist.